# Lacul Gălățui (sit SPA)
Lacul Gălățui este o arie protejată (arie de protecție specială avifaunistică — SPA) din România întinsă pe o suprafață de 814,2 ha, integral pe uscat.

## Localizare
Situl se întinde pe teritoriile administrative ale comunelor Alexandru Odobescu, Grădiștea și Independența din județul Călărași. Centrul sitului Lacul Gălățui este situat la coordonatele 44°13′49″N 27°07′02″E / 44.230178°N 27.117214°E.

## Înființare
Situl Lacul Gălățui a fost declarat arie de protecție specială avifaunistică (ROSPA0055) în octombrie 2007 pentru a proteja mai multe specii avifaunistice.

## Biodiversitate
Situată în ecoregiunea stepică, aria protejată nu include niciun habitat protejat.
La baza desemnării sitului se află 77 specii de păsări protejate la nivel european sau aflate pe lista roșie a IUCN, astfel: uliu păsărar (Accipiter nisus), lăcarul mare (Acrocephalus arundinaceus), lăcarul de mlaștină (Acrocephalus palustris), lăcarul de rogoz (Acrocephalus schoenobaenus), lăcarul de lac (Acrocephalus scirpaceus), fluierar de munte (Actitis hypoleucos), ciocârlie de câmp (Alauda arvensis), pescăruș albastru (Alcedo atthis), rață sulițar (Anas acuta), rață lingurar (Anas clypeata), rață mică (Anas crecca), rață mare (Anas platyrhynchos), rață cârâitoare (Anas querquedula), gârliță mare (Anser albifrons), stârc cenușiu (Ardea cinerea), stârc galben (Ardeola ralloides), rață cu cap castaniu (Aythya ferina), rață roșie (Aythya nyroca), buhai de baltă (Botaurus stellaris), rață sunătoare (Bucephala clangula), șorecar comun (Buteo buteo), șorecar încălțat (Buteo lagopus), cânepar (Carduelis cannabina), sticlete (Carduelis carduelis), scatiu (Carduelis spinus), chirighiță-cu-obraz-alb (Chlidonias hybridus), chirighiță-cu-aripi-albe (Chlidonias leucopterus), chirighiță neagră (Chlidonias niger), florinte (Chloris chloris), barză albă (Ciconia ciconia),  erete de stuf (Circus aeruginosus), botgros (Coccothraustes coccothraustes), prepeliță (Coturnix coturnix), cuc (Cuculus canorus), lebădă de vară (Cygnus olor), lăstun de casă (Delichon urbica), egretă albă (Egretta alba), egretă mică (Egretta garzetta), presură sură (Emberiza calandra), șoimul rândunelelor (Falco subbuteo),vânturel roșu (Falco tinnunculus), cinteză (Fringilla coelebs) cinteză de iarnă (Fringilla montifringilla), lișiță (Fulica atra), becațină comună (Gallinago gallinago), găinușă de baltă (Gallinula chloropus), rândunică (Hirundo rustica),   
stârcul pitic (Ixobrychus minutus), sfrâncioc mare (Lanius excubitor), pescăruș argintiu (Larus cachinnans), pescăruș râzător (Larus ridibundus), grelușel pătat (Locustella naevia), ferestraș mare (Mergus merganser), prigorie (Merops apiaster), codobatură albă (Motacilla alba), codobatură galbenă (Motacilla flava), stârc de noapte (Nycticorax nycticorax), pelican creț (Pelecanus crispus), cormoran mare (Phalacrocorax carbo), cormoran mic (Phalacrocorax pygmeus), pitulice mică (Phylloscopus collybita), pitulice sfârâitoare (Phylloscopus sibilatrix), corcodel mare (Podiceps cristatus), cristei-de-baltă (Rallus aquaticus aquaticus), boicuș (Remiz pendulinus), lăstun de mal (Riparia riparia), mărăcinar negru (Saxicola torquatus), cănăraș (Serinus serinus), chiră de baltă (Sterna hirundo), graur comun (Sturnus vulgaris), corcodel mic (Tachybaptus ruficollis), fluierar cu picioare verzi (Tringa nebularia), fluierarul de zăvoi (Tringa ochropus), fluierarul cu picioare roșii (Tringa totanus) și nagâț (Vanellus vanellus).